# Tanja Damaske
Tanja Damaske (* 16. November 1971 in Ost-Berlin) ist eine ehemalige deutsche Leichtathletin. Die Speerwerferin war 1998 Europameisterin.

## Leben
Damaske gewann bei den Juniorenweltmeisterschaften 1990, noch für die DDR startend, die Goldmedaille. Bei der Universiade 1993 errang sie die Silbermedaille. 1994 nahm sie an den Europameisterschaften teil und wurde Sechste. Auf dem gleichen Platz landete sie ein Jahr später bei den Weltmeisterschaften in Göteborg.
1997 belegte Damaske bei den Weltmeisterschaften in Athen mit 67,12 Meter Platz drei, hinter der Norwegerin Trine Hattestad (Gold) und der Australierin Joanna Stone (Silber). 1998 steigerte sie bei den Deutschen Meisterschaften ihre persönliche Bestleistung auf 70,10 Meter. Bei den Europameisterschaften kurz danach in Budapest gewann sie mit 69,10 Meter die Goldmedaille vor der Russin Tatjana Schikolenko (Silber) und der Finnin Mikaela Ingberg (Bronze). Außerdem gewann sie in diesem Jahr beim Europacup.
1999 wurde ein neuer Speer eingeführt. Mit diesem warf Damaske bei den Deutschen Meisterschaften mit 66,91 Meter eine neue Weltbestweite. Bei den Weltmeisterschaften in Sevilla musste sie jedoch in der Qualifikation verletzungsbedingt aufgeben. Dafür gewann sie erneut beim Europacup. 2000 gehörte sie zum Aufgebot für die Olympischen Spiele in Sydney, konnte aber wegen eines Achillessehnenabrisses nicht starten. 2003 beendete sie ihre aktive sportliche Karriere, bedingt durch vermehrt auftretende gesundheitliche Probleme.
Tanja Damaske war 1995 und 1997 bis 2000 Deutsche Meisterin. Sie startete für den SC Traktor Schwerin (1985 bis 1989), den Schweriner SC (1990 bis 1992) und den OSC Berlin (1993 bis 2003). 
Sie arbeitet heute als Psychologin beim Deutschen Leichtathletik-Verband.